# 安东尼奥·斯卡杜托
安东尼奥·斯卡杜托（義大利語：Antonio Scaduto，1977年12月1日—），意大利男子皮划艇运动员。他曾代表意大利参加2000年和2008年夏季奥林匹克运动会皮划艇比赛，其中2008年奥运会获得一枚铜牌。